# Bernardino Rivadavia
Bernardino de la Trinidad González Rivadavia y Rivadavia (Buenos Aires, 20 maggio 1780 – Cadice, 2 settembre 1845) è stato un politico argentino, primo presidente del paese, ricoprendo questa carica fra l'8 febbraio 1826 e il 7 luglio 1827.

## Biografia
Rivadavia nacque a Buenos Aires il 20 maggio 1780, quarto figlio di Benito Bernardino González de Rivadavia, un ricco avvocato spagnolo, e della sua prima moglie María Josefa de Jesús Rodríguez de Rivadeneyra. Entrambi i genitori sono nati nella città galiziana di Monforte de Lemos. Educato nel Real Colegio de San Carlos abbandonò gli studi prima del termine e si arruolò nell'esercito. Durante l'invasione inglese dell'Argentina fu tenente nei ranghi dei Voluntarios de Galicia. Nel 1808, Santiago de Liniers lo nominò alfiere reale, ma la nomina fu in seguito revocata dal Cabildo. Il 22 maggio del 1810, durante il cosiddetto Cabildo abierto, votò con gli altri delegati per la deposizione del viceré spagnolo e la fondazione di uno Stato argentino autonomo.

### Primo Triumvirato
Durante il periodo della Junta Grande fu accusato di essere filo-spagnolo e confinato a Guardia del Salto. Intanto nel paese sorgeva la disputa fra centralisti e federalisti che sarebbe sfociata in aperta guerra civile. Nel 1811, dopo il golpe istituzionale che espulse i deputati delle provincie unite, a Buenos Aires si insediò un Triumvirato di orientamento centralista. Rivadavia fu richiamato in città e nominato Ministro della Guerra, iniziando la sua carriera politica. In questo periodo Rivadavia acquisì un grande prestigio, soprattutto durante la repressione dei moti militari, il cosiddetto Motín de las Trenzas e la fucilazione di Martín de Álzaga.
Rivadavia si occupò di una vasta gamma di questioni, cercando di modernizzare il paese e farlo crescere da un punto di vista militare ed economico. Potenziò l'esercito, ma agì in molti ambiti, battendosi per la liberalizzazione del commercio, per l'abolizione della tratta degli schiavi, per favorire l'immigrazione e per promuovere la libertà di stampa.
Nell'ottobre del 1812, una rivolta capeggiata da José de San Martín, Carlos María de Alvear, Manuel Guillermo Pinto e Francisco Ortiz de Ocampo depose il Triumviarto, sostituendolo con un Secondo Triumvirato. Rivadavia fu arrestato e si decise di esiliarlo per un certo periodo di tempo.

### Carriera diplomatica
Già nel 1814 fu però chiamato ad occupare funzioni di stato, inviato insieme a Manuel Belgrano in missione diplomatica in Europa. Gli obiettivi della missione diplomatica erano di ristabilire buone relazioni con la Spagna e la Gran Bretagna, oltre a cercare un candidato di sangue blu al quale offrire una possibile corona dell'Argentina. Durante il suo soggiorno nella capitale britannica Rivadavia conobbe il filosofo Jeremy Bentham, decidendo di tradurre la sua opera in spagnolo. Più tardi fu a Madrid ma venne presto espulso per ordine del re.
Nel 1821, Martín Rodríguez diventò Governatore di Buenos Aires e nominò Rivadavia alla carica di Ministro di Governo (equivalente a Segretario di Stato) delle Provincie Unite. In questi anni Rivadavia esercitò una forte influenza sul governo della città, promuovendone lo sviluppo con l'intenzione di portarla ai livelli di una metropoli europea. Furono costruiti grandi viali alberati, nuove scuole, le strade principali vennero pavimentate e dotate di illuminazione.
A livello finanziario istituì nel 1826 una banca nazionale. Per supportare queste grandi campagne di lavori pubblici, Rivadavia persuase il Congresso ad autorizzare l'emissione di buoni del tesoro per un milione di sterline. I buoni vennero piazzati in Inghilterra tramite la banca Baring Brothers, ma i lavori non vennero mai intrapresi e il denaro scomparve in mille rivoli. In cambio dell'emissione dei buoni, il governo di Buenos Aires ricevette appena 552.700 sterline. Il debito delle provincie unite fu trasferito allo Stato e lentamente ripagato fino al 1904.
Il lavoro svolto all'epoca del triumvirato riprese quindi con grande sollecitudine, abbracciando anche questioni nuove. Rivadavia estese il suffragio, garantendo il diritto di voto a tutti i cittadini maschi che avessero compiuto vent'anni. La sua politica liberale si concentrò nuovamente nel favorire una maggiore libertà di stampa ed ebbe una manifestazione concreta nella promulgazione della ley de olvido (letteralmente «la legge dell'oblìo»), con cui veniva concessa l'amnistia ai dissidenti politici.
A livello culturale, si registra la fondazione, nel 1821, dell'Università di Buenos Aires, cui cercò di donare prestigio invitando eminenti studiosi – in particolare di materie scientifiche – dal Vecchio Continente. Nel medesimo anno fondò il Museo di Scienze Naturali che porta attualmente il suo nome. Fondò inoltre un'accademia teatrale, arricchì la Biblioteca Nazionale e sostenne la neonata Società Letteraria.

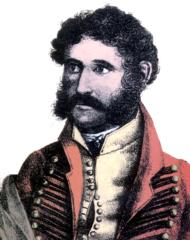
Facundo Quiroga

Il rapporto con la Chiesa, affrontato con la consueta politica innovatrice, fu travagliato e si rivelò uno dei punti che portarono al declino di Rivadavia. Le misure adottate trovarono ben presto l'ostilità del clero locale. L'azione del ministro coinvolse tre aspetti delicati: in primo luogo pose fine ai fueros ecclesiastici, che garantivano ai sacerdoti una maggiore immunità tramite la protezione dei loro tribunali; in secondo luogo abolì la decima alla Chiesa (diezmo); infine, soppresse alcuni ordini religiosi, fra cui le Sorelle della Carità. Preti e fedeli reagirono istituendo le tropas de la fe (truppe della fede), la cui opposizione all'azione del governo causò nel 1823 scontri sanguinosi, in un conflitto che mise Rivadavia in una posizione ancor più difficile con l'appoggio del celebre caudillo Juan Facundo Quiroga alla causa ecclesiastica.
Rivadavia andava perdendo popolarità, tanto che una preghiera ironica del tempo si concludeva con «Da Rivadavia liberaci o Signore». I caudillos, poi, erano i suoi nemici naturali, contrari per principio a riconoscere un leader centrale che limitasse il proprio potere nelle rispettive province. La mancata conoscenza dell'entroterra argentino, che non aveva mai visitato, il disprezzo per gauchos e provincianos non potevano che rendere sempre più instabile la propria posizione di politico che aveva operato con impegno, ma soltanto per l'élite dei cosiddetti porteños, di cui faceva parte. Anche la distribuzione dei suoli pubblici, mirata ad uscire dagli ingranaggi del latifondo dei colonizzatori spagnoli, si rivelò un fallimento, ricreando paradossalmente il sistema che aveva tentato di eradicare. Le terre passarono nelle mani di poche persone, frenando così l'evoluzione democratica della nazione. Quando Rivadavia divenne presidente, nel 1826, la sua stella era già tramontata.

### Presidente della Repubblica
L'8 febbraio 1826, Rivadavia fu il primo presidente eletto dell'Argentina. Il suo governo ebbe un forte orientamento centralista, fronteggiando la dura opposizione dei federalisti. Un altro problema grave fu la guerra con il Brasile per il possesso del territorio della Banda Oriental, l'odierno Uruguay. Messo in crisi dall'ascesa del Partito Federale e dalle numerose rivolte nei territori provinciali, Rivadavia decise di dimettersi il 29 giugno 1827. Gli successe Vicente López y Planes. Nel 1829, Rivadavia decise di abbandonare l'Argentina e si esiliò in Spagna. Ritornò nel paese nel 1834, sperando di riguadagnare ancora il potere, ma fu subito espulso in Brasile. Tornato in Spagna morì a Cadice, il 2 settembre 1845. Nelle sue ultime volontà chiese che il suo corpo non fosse mai più rimpatriato a Buenos Aires, né tanto meno a Montevideo.
Nel 1857 i suoi resti furono riportati comunque a Buenos Aires ed inumati in un apposito mausoleo situato nel centro di plaza Miserere.